# Gianni Merighi
Gianni Merighi (Bomporto, 26 giugno 1948) è un ex calciatore italiano, di ruolo attaccante.

## Carriera
Dopo gli esordi tra i dilettanti con il Moglia ed il Caltagirone, debutta in Serie B con il Modena dove disputa due campionati.
Dal 1970 al 1972 gioca per altre due stagioni in Serie B con la Reggina prima di passare al Napoli dove non disputa alcuna gara e viene girato al Prato in Serie C.
Torna alla Reggina per disputare un'ultima stagione in serie cadetta e nel 1975 termina la carriera giocando in terza serie con il Carpi.